# Вртојба
Вртојба (словен. Vrtojba, итал. Vertoiba) је насељено место у општини Шемпетер–Вртојба, Горишка регија, Словенија.

## Историја
До територијалне реорганизације у Словенији била је у саставу старе општине Нова Горица.

## Становништво
У попису становништва из 2011. године, Вртојба је имала 2.591 становника.
| Број становника према пописима | Број становника према пописима | Број становника према пописима |
| ------------------------------ | ------------------------------ | ------------------------------ |
| 1991                           | 2002                           | 2011                           |
| 2.070                          | 2.404                          | 2.591                          |

Напомена: Године 1952. настала спајањем насеља Долења Вртојба и Горења Вртојба, која су укинута. Године 1999. извршена је мала размена територија између насеља Волчја Драга (Ренче-Вогрско) и Вртојба. Године 2000. умањено за део насеља који је припојен насељу Биље (Мирен-Костањевица). Године 2005. умањено за део насеља који је припојен насељу Шемпетер при Горици. Године 2011. извршена је мања размена територија између насеља Шемпетер при Горици и Вртојба.